# Catharosoma digitale
Catharosoma digitale är en mångfotingart som beskrevs av Christoph D. Schubart 1954. Catharosoma digitale ingår i släktet Catharosoma och familjen orangeridubbelfotingar. Inga underarter finns listade i Catalogue of Life.